# Steve Scheffler
Stephen Robert Scheffler, detto Steve (Grand Rapids, 3 settembre 1967), è un ex cestista statunitense, professionista nella NBA.
È il fratello di Tom Scheffler.

## Carriera
È stato selezionato dagli Charlotte Hornets al secondo giro del Draft NBA 1990 (39ª scelta assoluta).
Con gli Stati Uniti ha disputato le Universiadi di Duisburg 1989.

## Statistiche

### College
| Anno      | Squadra             | PG  | PT | MP   | TC%  | 3P% | TL%  | RP  | AP  | PRP | SP  | PP   |
| --------- | ------------------- | --- | -- | ---- | ---- | --- | ---- | --- | --- | --- | --- | ---- |
| 1986-1987 | Purdue Boilermakers | 16  | 0  | 4,6  | 56,3 | -   | 42,9 | 1,5 | 0,1 | 0,1 | 0,0 | 1,5  |
| 1987-1988 | Purdue Boilermakers | 33  | 1  | 16,6 | 70,8 | -   | 65,0 | 4,4 | 0,4 | 0,2 | 0,2 | 6,8  |
| 1988-1989 | Purdue Boilermakers | 31  | 29 | 26,8 | 66,7 | -   | 77,6 | 6,0 | 0,9 | 0,3 | 0,2 | 13,0 |
| 1989-1990 | Purdue Boilermakers | 30  | 30 | 33,2 | 69,8 | -   | 80,5 | 6,1 | 1,2 | 0,3 | 0,2 | 16,8 |
| Carriera  | Carriera            | 110 | 60 | 22,2 | 68,5 | -   | 75,0 | 4,9 | 0,7 | 0,3 | 0,2 | 10,5 |

### NBA

#### Regular Season
| Anno      | Squadra           | PG  | PT | MP  | TC%  | 3P%  | TL%  | RP  | AP  | PRP | SP  | PP  |
| --------- | ----------------- | --- | -- | --- | ---- | ---- | ---- | --- | --- | --- | --- | --- |
| 1990-1991 | Charlotte Hornets | 39  | 0  | 5,8 | 51,3 | -    | 90,5 | 1,2 | 0,2 | 0,2 | 0,1 | 1,5 |
| 1991-1992 | Sacramento Kings  | 4   | 0  | 3,8 | 100  | -    | 83,3 | 0,8 | 0,0 | 0,0 | 0,3 | 2,3 |
| 1991-1992 | Denver Nuggets    | 7   | 0  | 6,6 | 57,1 | -    | 66,7 | 1,6 | 0,0 | 0,4 | 0,0 | 1,7 |
| 1992-1993 | Seattle S.Sonics  | 29  | 5  | 5,7 | 52,1 | -    | 66,7 | 1,2 | 0,2 | 0,2 | 0,0 | 2,3 |
| 1993-1994 | Seattle S.Sonics  | 35  | 1  | 4,3 | 60,9 | -    | 95,0 | 0,7 | 0,2 | 0,2 | 0,0 | 2,1 |
| 1994-1995 | Seattle S.Sonics  | 18  | 0  | 5,7 | 52,2 | -    | 83,3 | 1,3 | 0,2 | 0,1 | 0,1 | 2,2 |
| 1995-1996 | Seattle S.Sonics  | 35  | 2  | 5,2 | 53,3 | 20,0 | 47,4 | 0,9 | 0,1 | 0,2 | 0,1 | 1,7 |
| 1996-1997 | Seattle S.Sonics  | 7   | 0  | 4,1 | 85,7 | -    | 50,0 | 0,4 | 0,0 | 0,0 | 0,0 | 1,9 |
| Carriera  | Carriera          | 174 | 8  | 5,3 | 55,8 | 20,0 | 75,9 | 1,0 | 0,1 | 0,2 | 0,0 | 1,9 |

#### Playoffs
| Anno     | Squadra          | PG | PT | MP  | TC%  | 3P% | TL%  | RP  | AP  | PRP | SP  | PP  |
| -------- | ---------------- | -- | -- | --- | ---- | --- | ---- | --- | --- | --- | --- | --- |
| 1993     | Seattle S.Sonics | 9  | 0  | 2,4 | 50,0 | -   | 100  | 1,1 | 0,1 | 0,2 | 0,0 | 1,6 |
| 1994     | Seattle S.Sonics | 1  | 0  | 9,0 | 100  | -   | 0,0  | 3,0 | 0,0 | 1,0 | 0,0 | 2,0 |
| 1995     | Seattle S.Sonics | 1  | 0  | 1,0 | 100  | -   | -    | 1,0 | 0,0 | 0,0 | 0,0 | 2,0 |
| 1996     | Seattle S.Sonics | 8  | 0  | 2,8 | 0,0  | -   | 0,0  | 0,8 | 0,3 | 0,1 | 0,0 | 0,0 |
| Carriera | Carriera         | 19 | 0  | 2,8 | 43,8 | -   | 50,0 | 1,1 | 0,2 | 0,2 | 0,0 | 0,9 |

## Palmarès
- NCAA AP All-America Third Team (1990)
- All-CBA Second Team (1992)